# Gacé
Gacé é uma comuna francesa na região administrativa da Normandia, no departamento Orne. Estende-se por uma área de 6,49 km². Em 2010 a comuna tinha 1 897 habitantes (densidade: 292,3 hab./km²).